# 细花绒兰
细花绒兰（学名：Eria robusta）为兰科绒兰属下的一个种。